# Міт (графство)
Міт (англ. Meath, ірл. An Mhí) — графство на сході Ірландії.

## Адміністративний поділ
Входить до складу провінції Ленстер на території Республіки Ірландії. Столиця і найбільше місто — Наван.

## Найбільші населені пункти
- Наван (28,158)
- Ашборн (11,355)
- Лайтаун-Беттістаун-Морнінгтон (10,889)
- Ратот (9,043)
- Трім (8,268)
- Данбойн (6,959)
- Келлс (5,888)
- Дрогеда (південна частина) (5,000)
- Дулік (3,988)
- Дуншаулін (3,903)
- Стамуллен (3,130)